# Melchior von Redern
Melchior von Redern (także Redern, Rädern, ur. 6 stycznia 1555 we Wrocławiu, zm. 20 września 1600 w Deutsch Brod (późniejszy Havlíčkův Brod)) – szlachcic z rodu Redernów, rycerz walczący pod wodzą Habsburgów, książąt śląskich, czeskich ale także u boku króla Stefana Batorego.
Melchior był szóstym z ośmiorga dzieci Fryderyka Rederna i Salome von Schönaich. Otrzymał staranne wykształcenie, oprócz niemieckiego mówił także po łacinie, czesku, francusku i włosku. Był gorliwym protestantem. Jego motto brzmiało: „Wol her in Gotes namen!” (pol. „Naprzód w imię Boga!”) oraz „Nec auro nec ferro!” (pol. „Na nic złoto na nic oręż!”). 26 listopada 1582 poślubił hrabinę Katarzynę von Schlick. W 1591 urodził mu się jedyny syn Krzysztof Redern.

## Majątek
Po śmierci braci w 1591 roku, Melchior Redern został jedynym właścicielem bardzo rozległych włości w Czechach i na Górnych Łużycach oraz panem feudalnym 32 szlacheckich wasali. W 1584 roku założył miasto szlacheckie nazwane Nowym Czeskim Miastem (niem. Böhmisch Neustatt później czeskie Nové Město pod Smrkem). Impulsem do założenia miasta były występujące w pobliżu żyły rudy żelaza, a zwłaszcza cyny. Herb miasta Nové Město pod Smrkem zachował element herbu Redernów – ośmioszprychowe koło na błękitnym polu.

## Kariera wojskowa
W 1575 i 1576 służył na Węgrzech przeciwko Turkom. W 1577 brał udział w oblężeniu Gdańska służąc w wojsku polskim. W 1578 i 1579 walczył w Niderlandach, gdzie prawdopodobnie służył arcyksięciu Maciejowi. W 1581 pod wodzą króla Stefana Batorego walczył z Moskwą. Ponownie wstąpił do służby cesarskiej, pełnił służbę w 1582 roku podczas Sejmu Rzeszy w Augsburgu. W 1588 pojawił się w armii arcyksięcia Maksymiliana walczącego o koronę polską. Arcyksiąże po klęsce pod Byczyną trafił to niewoli, a gdy został zwolniony Redern stanął na czele kawalerii, co pozwoliło Maksymilianowi uchylić się od przysięgi zawartej z Polakami w traktacie pokojowym. Niedługo potem Melchior został doradcą arcyksięcia i nadwornym marszałkiem. 22 czerwca 1593 wyróżnił się w bitwie pod Sisak stojąc na czele pułku kawalerii śląskiej w zwycięskim ataku na czterokrotnie silniejszą armię Turków. Jesienią tego samego roku odniósł zwycięstwo z 1300 jeźdźcami nad znacznie większymi siłami armii tureckiej. Prawdopodobnie w kolejnych latach brał również udział w wojnie tureckiej. Jako generał porucznik w armii Petera Woka von Rosenberga wysłanej na Węgry przez czeskie stany zdobył 3 września 1596 miasto Hatvan, a w październiku odznaczył się w walkach pod Mezőkeresztes. W 1598 z załogą liczącą 2 tys. ludzi bronił miasta Oradea przed napierającą w przewadze armią turecką. Podczas oblężenia wykazał się rozwagą oraz determinacją odpierając dwanaście szturmów, po czym 3 listopada wróg odstąpił zupełnie. W nagrodę cesarz mianował go dowódcą najważniejszej w cesarskich Węgrzech twierdzy Győr, podniósł go do rangi cesarskiego barona, a 16 maja 1599 nadał mu tytuł szlachecki oraz podarował 20 tys. talarów. W 1600 r. objął dowodzenie po feldmarszałku hrabim Adolfie von Schwarzenbergu, który poległ podczas oblężenia miasta Pápa – Melchior dzień po swoim przybyciu, 9 sierpnia, przeprowadził szturm na zajęte przez zbuntowanych Francuzów i Walonów miasto, zdobył twierdzę i krwawo rozprawił się ze schwytanymi rebeliantami. 11 sierpnia wrócił do Wiednia i prawdopodobnie tam został awansowany z pułkownika na feldmarszałka.

## śmierć i nagrobek

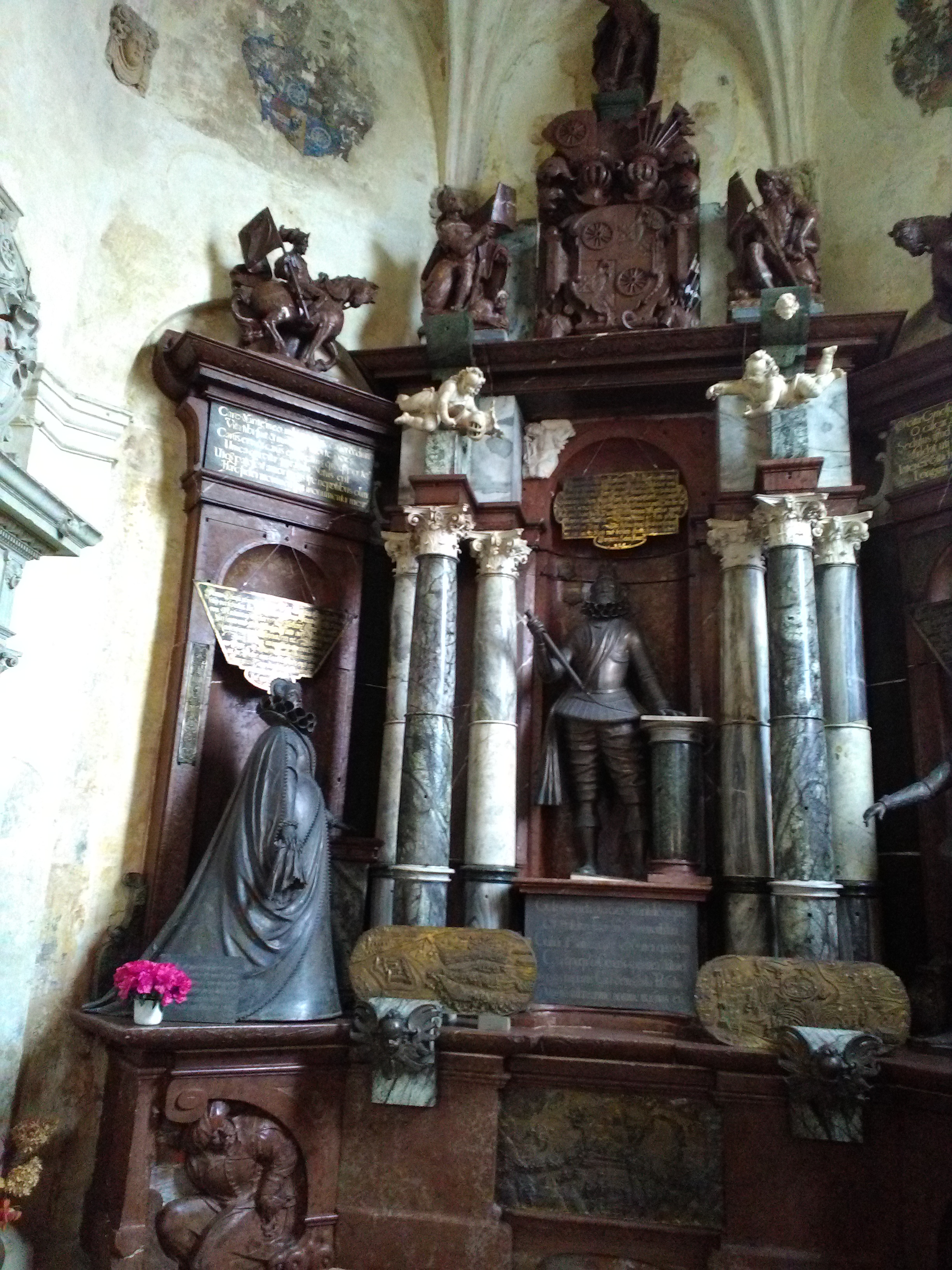
Fragment nagrobka Melchiora Rederna autorstwa Gerharda Hendrika

W 1600 roku mimo choroby, wyruszył z Wiednia na Węgry, a gdy jego stan zdrowia się pogorszył postanowił wrócić do domu, lecz zmarł w drodze. Pochowany został 6 stycznia 1601 roku w kościele Znalezienia Krzyża Świętego we Frydlancie. Wdowa hrabina Katarzyna Redern wystawiła mu okazały pomnik za cenę 37 tys. talarów, który w przeciągu pięciu lat wykonał holenderski rzeźbiarz Gerhard Hendrik. Pomnik ten został uznany, za najbardziej monumentalny nagrobek jaki wykonano w Czechach i jest jednym z najbardziej wartościowych obiektów sztuki sepulkralnej w tej części Europy.